# Gondokusuman
Gondokusuman is een onderdistrict (kecamatan) in Jogjakarta, de hoofdstad van het gelijknamige bijzonder district, op het Indonesische eiland Java.
Gondokosuman wordt in het zuiden begrensd door de Jalan Langensari en in het noorden door de Jalan Urip Somoharjo. Net ten westen van de wijk loopt de Jalan Dr. Wahidin Sudirohusodo, en de Jalan Balapan doorkruist de wijk.

## Kelurahan
- Baciro
- Demangan
- Klitren
- Kotabaru
- Terban

Baciro · Demangan · Klitren · Kotabaru · Terban
Danurejan · Gedongtengen · Gondokusuman · Gondomanan · Jetis · Kotagede · Kraton · Mantrijeron · Mergangsan · Ngampilan · Pakualaman · Tegalrejo · Umbulharjo · Wirobrajan